# Trivellona sharonae
Trivellona sharonae is een slakkensoort uit de familie van de Triviidae. De wetenschappelijke naam van de soort is voor het eerst geldig gepubliceerd in 1993 door Hayes.